# 海因里希·缪勒
海因里希·穆勒（德語：Heinrich Müller；1900年4月28日—1945年5月）是納粹德國時期親衛隊的高級領導人，曾經擔任納粹德國秘密警察機構的蓋世太保首長，自1939年起統帥秘密國家警察，直至1945年德國戰敗投降。
证据显示穆勒參與、制定針對猶太人大屠殺的最終解決方案，以及是纳粹大屠杀中的核心领导者和主要執行者。作为秘密國家警察的負責人出席了1942年由海德里希主持召开的萬湖會議，會議正式確定了對德占欧洲的猶太人進行大規模的驅逐、以及種族滅絕。其后被歷史學家稱為“蓋世太保穆勒”，以區別他與海因里希·米勒將軍。
他本人在1945年5月1日於柏林的元首地堡中最後一次被人目擊，他坦言自己知道蘇聯人將會如何對待他們，因此自己絕不會被俄國人所抓獲。但英美盟軍方面也並沒有接觸或抓獲他。因此推測穆勒在逃出元首地堡後，可能往東德方向逃跑並下落不明。但在蘇聯解體後解密的文件中顯示，蘇聯紅軍在戰爭結束後也沒有關於他的任何被抓獲或被確認死亡記錄。因此穆勒是納粹政權中未確認被捕及未確認死亡的最高级别官员。